# Philipp von Zell

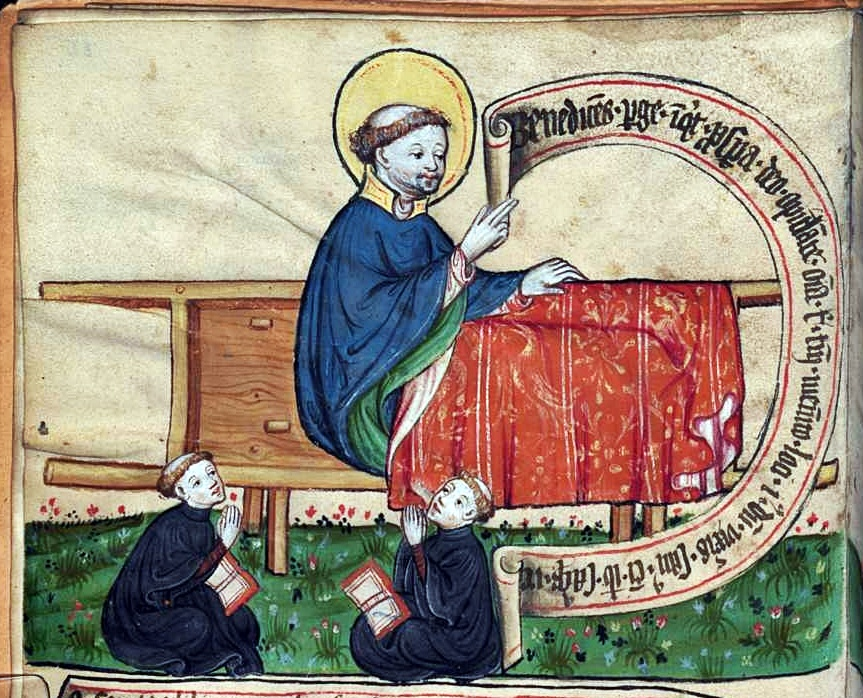
St. Philipp, Darstellung im Zeller Bruderschaftsbuch, um 1450

Philipp von Zell (* in England; † nach 750 in Zell) war ein angelsächsischer Priester. Er wird im Bistum Speyer als Heiliger verehrt und gilt als Patron für Kindersegen.

## Leben

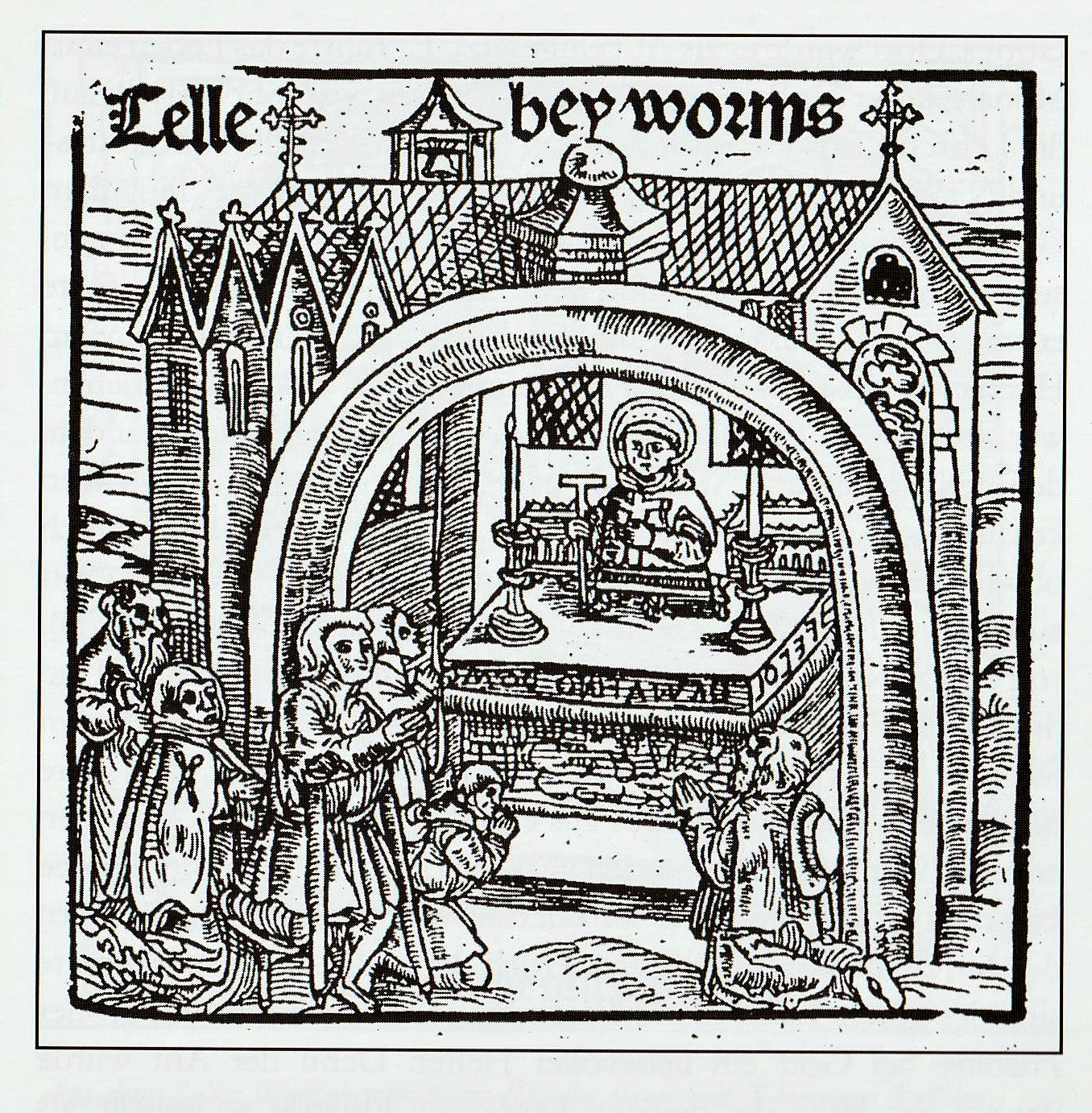
Philippskirche 1516, mit ausgestelltem Reliquiar des Heiligen und Wallfahrern

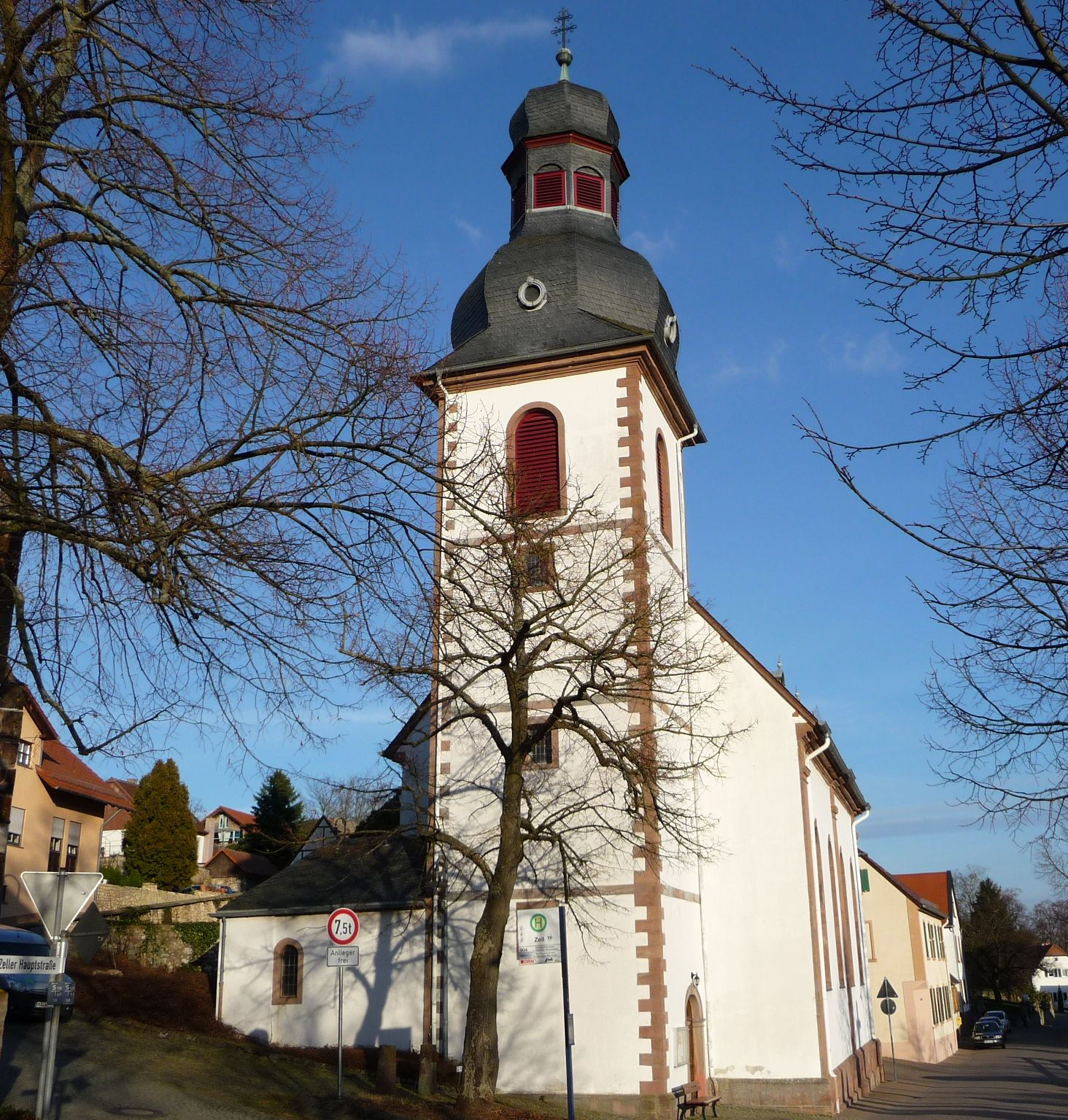
Wallfahrtskirche St. Philipp, Zell

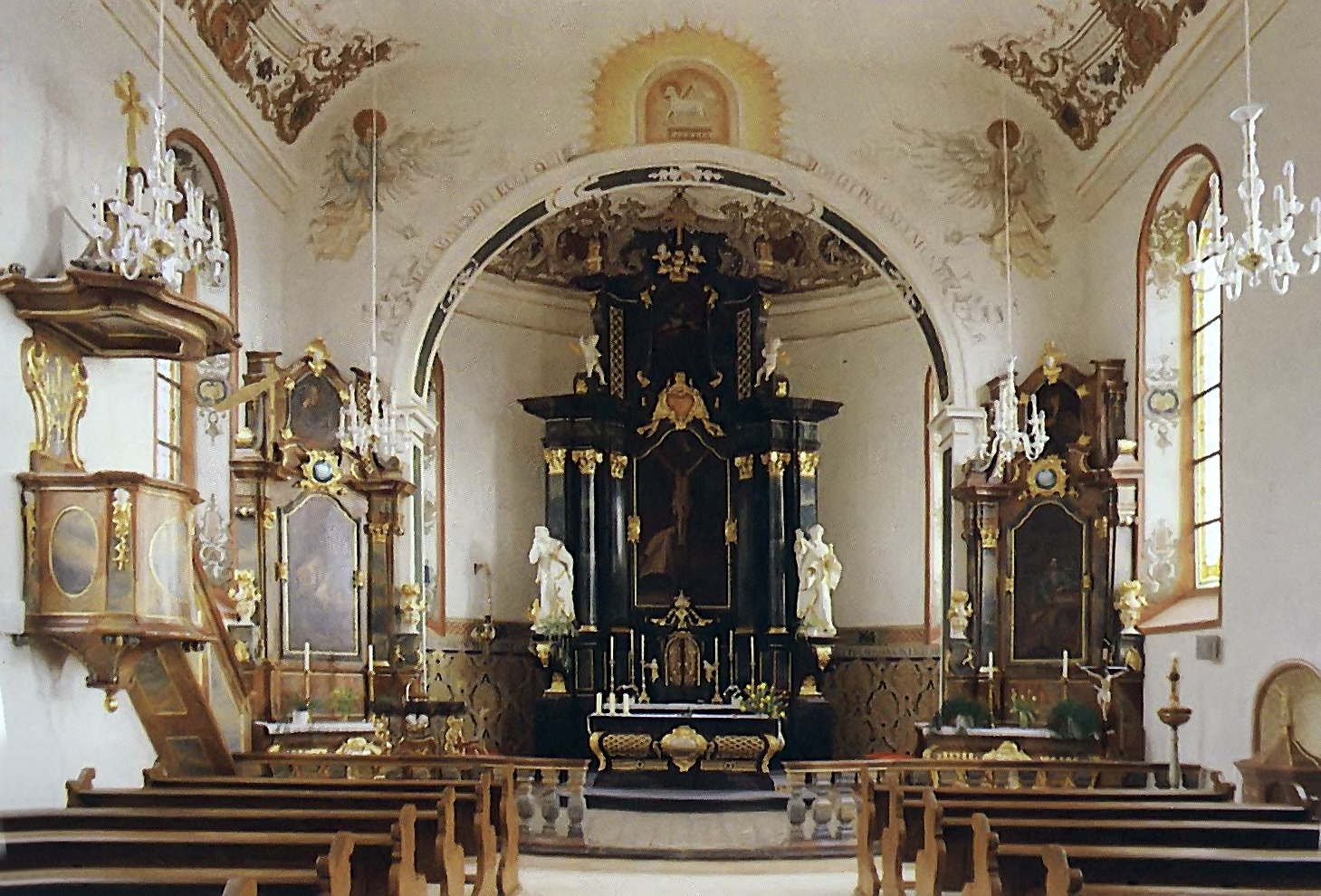
Zeller Wallfahrtskirche, Innenaufnahme

St. Philipp von Zell, Figur vom ehemaligen Hochaltar des Speyerer Domes, von Gottfried Renn 1853; seit 1972 in der Wallfahrtskirche Zell

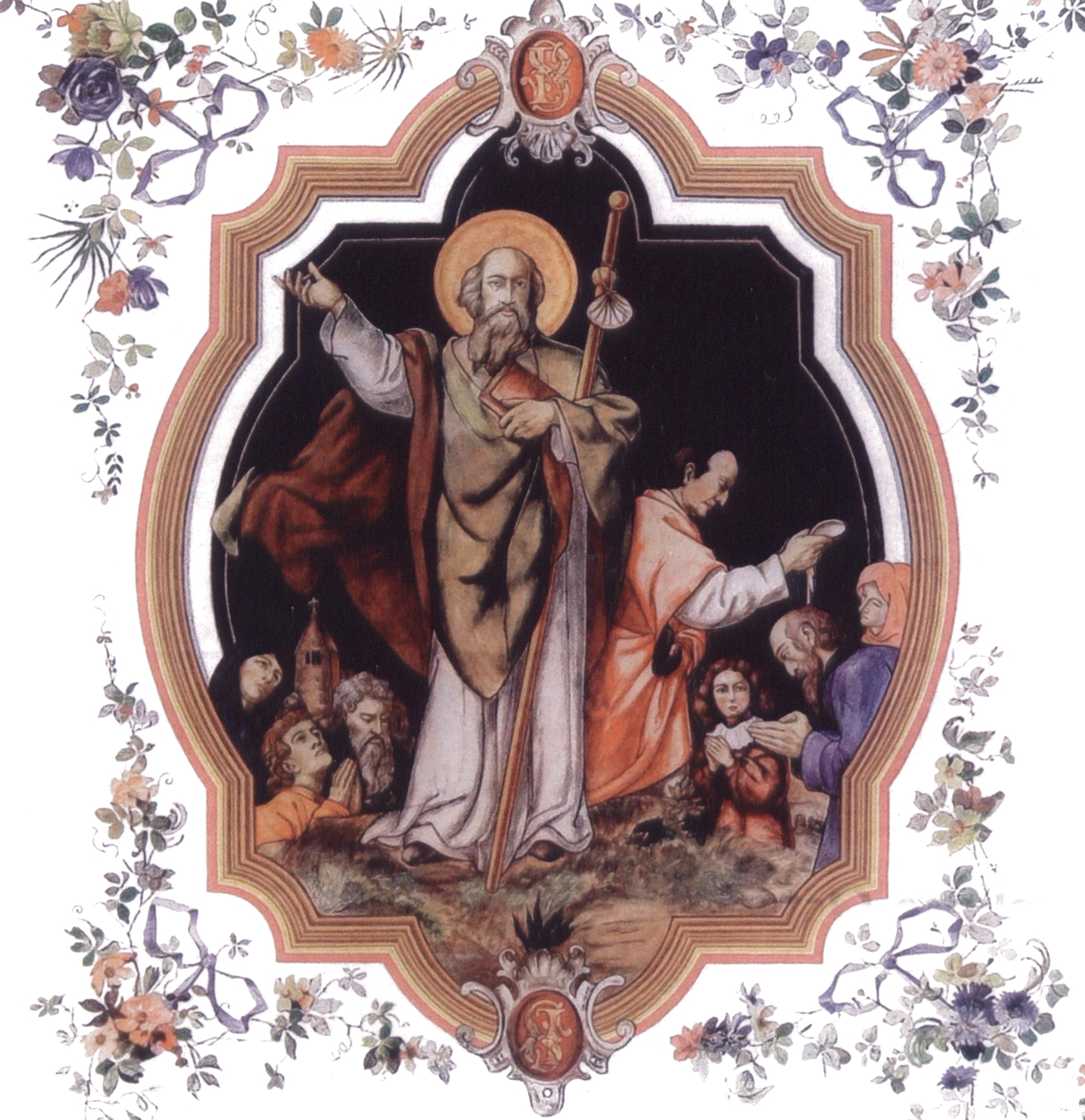
St. Philipp von Zell, Deckengemälde in der Zeller Wallfahrtskirche. Rechts hinter ihm, taufend, der Priester Horoskolf, sein Begleiter und Schüler. Aus Dank für den Auftrag gab der Maler dem hl. Philipp die Gesichtszüge des damaligen Zeller Pfarrers Peter Pfaff

Philipp von Zell ist einer der frühen Glaubensboten in der Pfalz. Sein Grab war einst deren bedeutendster Wallfahrtsort. Zell und das gesamte Zellertal leiten ihre Namen ab von jener „Cellula“, der Zelle des Philipp, eines Angelsachsen, der sich zur Zeit König Pippins (751–768) auf dem Rückweg von Rom, wo ihn ein Papst zum Priester geweiht hatte, hier als Einsiedler niederließ. Anstelle einer heidnischen Kultstätte errichtete er eine dem Erzengel Michael geweihte Kapelle mit Klause und legte einen Obstgarten an. Bald fanden sich Gefährten ein.
Im nahen Großbockenheim erbaute Philipp am Platz eines vorchristlichen Quellenheiligtums der Sage nach ebenfalls eine christliche Kapelle, zu der bis heute Wallfahrten ziehen. Sie ist dort als St. Peters- bzw. Heiligenkirche bekannt.
Philipp wurde schon zu Lebzeiten als heiligmäßig verehrt. Es sind von ihm viele Wunder überliefert. Ein Pilgerstrom zu ihm setzte ein, der auch nach seinem Tod nicht mehr aufhörte. Über Philipps Leben unterrichtet uns seine Vita, niedergeschrieben von einem namentlich nicht genannten Mönch etwa um das Jahr 850, der sich als Zeugen auf die Einwohner des Ortes beruft und auf den Priester Horoskolf, Schüler und Begleiter Philipps, der seinen geistlichen Vater überlebte und ein sehr hohes Alter erreichte. Neben der Vita berichten zwei weitere kleine Traktate über Philipps Verehrung.

## Verehrung und Geschichte der Wallfahrt
Die Kapelle in Zell, die im damaligen Erzbistum Mainz lag und neben der sich allmählich der Ort Zell entwickelte, wurde nach Philipps Tod der Abtei Hornbach in der Südwestpfalz unterstellt. Die Abtei besaß im näheren Umkreis von Zell reichen Grundbesitz und mehrere Eigenkirchen. Um 850 erhob man die Gebeine des Heiligen und setzte sie in der neu errichteten Salvatorkirche bei; der Mainzer Erzbischof Hrabanus Maurus (847–856) verfasste die Altarinschriften. Damit war Philipp als Heiliger offiziell gewürdigt. In den Ungarneinfällen des 10. Jahrhunderts wurde die Kultstätte verwüstet und in den 970er Jahren auf Befehl Herzog Ottos durch den Hornbacher Abt Adalbert wiedererrichtet.
In Zell bestand seit Ende des 10. Jahrhunderts ein Kollegiatstift. Viele Gebetsanliegen wurden auch aus der Ferne, ohne persönliche Wallfahrt, vorgetragen, und namhafte Personen ließen sich meist zusätzlich als Mitglieder in die Zeller Philippsbruderschaft einschreiben. Es waren unter anderen als Mitglieder eingetragen: Kurfürst Ludwig IV. von der Pfalz und seine Frau Margarethe, Ruprecht, deutscher König und Kurfürst von der Pfalz, Kurfürst Ludwig III. von der Pfalz, Kurfürst Friedrich I. von der Pfalz, der Siegreiche, und sein Bruder Ruprecht, später Erzbischof von Köln, Pfalzgräfin Sybilla, Markgraf Philipp von Baden, Kurfürst Friedrich II. von Brandenburg und seine Gattin Katharina von Sachsen, Herzog Friedrich der Friedfertige von Braunschweig, Graf Friedrich VIII. von Leiningen (1397–1437).
Seit Fertigstellung der Wallfahrts- und Pfarrkirche 1749 lebte der Philippskult wieder auf und Philipp wurde zum Patron der Universität Heidelberg ernannt. 1780 erbat der Rektor der Universität Heidelberg vom Bischöflichen Stuhl in Worms die Erlaubnis zu einem Wallfahrtsfest, das in jenem Jahr erstmals stattfand und bei dem sich 2000 Pilger einfanden. Seither ist die Wallfahrt, die mit einer festlichen Prozession gehalten wird, nicht mehr abgerissen. Alljährlich am 3. Mai (Festtag) bzw. am Sonntag danach findet das Wallfahrtsfest mit Prozession statt. Der Heiligenkult lebt heute rein aus der tausendjährigen Tradition, da es keine Philippsreliquien mehr gibt.
Philipp und das Zeller Stift sind auch bei den sogenannten Bollandisten des 17. Jahrhunderts beschrieben und zwar im Band „Mai“ der Sammlung Acta sanctorum, verfasst von Godefridus Henschenius (1600–1682) und Daniel Papebroch (1628–1714).

## Heutige Verehrung
Nach wie vor wird der hl. Philipp traditionell als Patron bei Kinderwünschen angerufen, und es kommen immer noch Wallfahrer in diesem Anliegen. Überdies gilt er als regionaler „Wetterpatron“ für gedeihliche Witterung, berichtet doch die Vita – und dies wurde als beständige Volksüberlieferung z. B. auch ins profane Pfälzische Sagenbuch übernommen – dass man bei einem „bösen Wetter“ den Leib des Heiligen, nämlich die Reliquien, von Zell bis nach Kaiserslautern (Lutra) getragen habe und überall, wo man hinkam, der Regen aufgehört habe. In Zell wissen die Einheimischen zu berichten, dass es während der alljährlichen Philipps-Prozession seit Menschengedenken nicht geregnet habe. Eine andere Geschichte aus der Vita, nämlich, dass Diebe einst dem Heiligen zwei Ochsen stahlen, sich aber mit den Tieren verirrten und morgens wieder am Ort ihrer Untat waren, wo sie vom hl. Philipp gütig aufgenommen und bewirtet wurden, bedingte seine Anrufung als Patron gegen Diebstahl.
Ferner zeigt ihn das Wappen der Gemeinde Zellertal.